# Giacomo Rizzo
Giacomo Rizzo (Napoli, 17 gennaio 1939) è un attore italiano.

## Biografia
Debutta giovanissimo (all'età di soli otto anni) in uno spettacolo di varietà e inizia a recitare nei piccoli teatri di provincia, passando successivamente a fare il cantante nei night club, il ballerino e il presentatore di feste di piazza.
Nel 1965 cambia genere e si da alla sceneggiata, entrando nella compagnia di Mario Merola, con lo spettacolo Dal Vesuvio con amore, e da quel momento torna a calcare il palcoscenico con il ruolo a lui più consono, quello di attore comico.
Nel 1968 lavora con Rosalia Maggio al Teatro Salone Margherita a Napoli e due anni dopo girerà per le televisione Il cappello del prete di Sandro Bolchi e Il bambolotto di Eros Macchi. L'anno successivo fa un cameo nel ruolo di un albergatore nel film Toh, è morta la nonna!.
Dopo Il Decameron di Pasolini e Il sindacalista di Salce, inizia, negli anni settanta un lungo periodo in cui Rizzo partecipa a numerosi film del cosiddetto filone della commedia erotica all'italiana, fino a tornare al teatro nel 1976 portando in scena la Francesca da Rimini, con i fratelli Aldo e Carlo Giuffré con un lusinghiero successo di pubblico.
Partecipa nel ruolo di Rigoletto al film Novecento di Bernardo Bertolucci (1976). Importante nella sua carriera teatrale è il periodo che va dal 1981 al 1993, in cui Rizzo lavora nella compagnia stabile del Teatro Sannazaro di Carlo Taranto e Luisa Conte, recitando in svariate commedie napoletane tra cui La Figliata di Raffaele Viviani.
Nel 1987, nel frattempo, debutta alla regia teatrale con il lavoro Qui siamo tutti pazzi rappresentato al Teatro Sancarluccio di Napoli, mentre al Teatro delle Muse di Roma allestisce, per la regia, con successo tre commedie di Eduardo Scarpetta.
Nel 1989 gira la serie TV Stazione di servizio, per la regia di Felice Farina.
Torna al sodalizio artistico teatrale con Rosalia Maggio nel 1994 e Rizzo si cimenta nei suoi lavori come attore, regista, autore e adattatore e, recita in ruoli minori al cinema, come in Pacco, doppio pacco e contropaccotto di Nanni Loy (1993) e Aitanic di Nino D'Angelo (2000).
Il suo ruolo di protagonista nel film L'amico di famiglia di Paolo Sorrentino, uscito al cinema nel 2006 e presentato al Festival di Cannes, gli fa vincere il "premio Alberto Sordi" come miglior attore dell'anno.
Dal 2009 dirige la scuola di recitazione del Teatro Bracco di Napoli.
Nel 2010 recita la parte di Costabile Grande, un impiegato delle poste, nel film Benvenuti al Sud di Luca Miniero, mentre nel 2012 è nel cast del sequel Benvenuti al Nord dello stesso regista. È tra i protagonisti del film Fallo per papà di Ciro Ceruti e Ciro Villano e, nel 2013, del film parodia Sodoma - L'altra faccia di Gomorra, regia di Vincenzo Pirozzi.
Nel 2022 recita nel video musicale uscito su YouTube di Liberato, Partenope. 
Il 23 novembre 2023 è al cinema con il film In fila per due, per la regia di Bruno De Paola.

## Filmografia

### Cinema
- Operazione San Gennaro, regia di Dino Risi (1966)
- Toh, è morta la nonna!, regia di Mario Monicelli (1969)
- Il Decameron, regia di Pier Paolo Pasolini (1971)
- Il sindacalista, regia di Luciano Salce (1972)
- Che cosa è successo tra mio padre e tua madre? (Avanti!), regia di Billy Wilder (1972)
- Beffe, licenzie et amori del Decamerone segreto, regia di Giuseppe Vari (1972)
- Le notti peccaminose di Pietro l'Aretino, regia di Manlio Scarpelli (1972)
- Il maschio ruspante, regia di Antonio Racioppi (1972)
- Le mille e una notte all'italiana, regia di Antonio Racioppi e Carlo Infascelli (1973)
- Un ufficiale non si arrende mai nemmeno di fronte all'evidenza, firmato Colonnello Buttiglione, regia di Mino Guerrini (1973)
- La mano nera, regia di Antonio Racioppi (1973)
- Bella, ricca, lieve difetto fisico, cerca anima gemella, regia di Nando Cicero (1973)
- I racconti di Viterbury - Le più allegre storie del '300, regia di Mario Caiano (1973)
- Piedone lo sbirro, regia di Steno (1973)
- Pane e cioccolata, regia di Franco Brusati (1973)
- Il Colonnello Buttiglione diventa generale, regia di Mino Guerrini (1974)
- Piedino il questurino, regia di Franco Lo Cascio (1974)
- Storie scellerate, regia di Sergio Citti (1974)
- L'educanda, regia di Franco Lo Cascio (1975)
- Superuomini, superdonne, superbotte, regia di Alfonso Brescia (1975)
- Novecento, regia di Bernardo Bertolucci (1976)
- 4 marmittoni alle grandi manovre, regia di Marino Girolami (1976)
- La vergine, il toro e il capricorno, regia di Luciano Martino (1977)
- Taxi Girl, regia di Michele Massimo Tarantini (1977)
- Il succhione (Graf Dracula in Oberbayern), regia di Carl Schenkel (1979)
- La poliziotta della squadra del buon costume, regia di Michele Massimo Tarantini (1979)
- Zappatore, regia di Alfonso Brescia (1980)
- Napoli, Palermo, New York - Il triangolo della camorra, regia di Alfonso Brescia (1981)
- La maestra di sci, regia di Alessandro Lucidi (1981)
- La poliziotta a New York, regia di Michele Massimo Tarantini (1981)
- Pierino la Peste alla riscossa, regia di Umberto Lenzi (1982)
- Il diavolo e l'acquasanta, regia di Bruno Corbucci (1983)
- Pacco, doppio pacco e contropaccotto, regia di Nanni Loy (1993)
- Aitanic, regia di Nino D'Angelo (2000)
- L'amico di famiglia, regia di Paolo Sorrentino (2006)
- Benvenuti al Sud, regia di Luca Miniero (2010)
- Napoletans, regia di Luigi Russo (2011)
- Fallo per papà, regia di Ciro Ceruti e Ciro Villano (2011)
- Benvenuti al Nord, regia di Luca Miniero (2012)
- Sodoma - L'altra faccia di Gomorra, regia di Vincenzo Pirozzi (2013)
- Si accettano miracoli, regia di Alessandro Siani (2015)
- Era giovane e aveva gli occhi chiari, regia di Giovanni Mazzitelli (2017)
- Passpartù: Operazione Doppiozero, regia di Lucio Bastolla (2019)
- Alessandra - Un grande amore e niente più, regia di Pasquale Falcone (2019)
- La reliquia, regia di Paolo Martini (2020)
- Lui è mio padre, regia di Roberto Gasparro (2020)
- In fila per due, regia di Bruno De Paola (2023)
- Era ora!, regia di Valerio Manisi (2023)

### Televisione
- Ma che cos'è questo amore, regia di Ugo Gregoretti – miniserie TV (1979)
- Stazione di servizio – serie TV (1989)
- Anni '50, regia di Carlo Vanzina – miniserie TV (1998)
- Una madre, regia di Massimo Spano – miniserie TV (2008)
- Un posto al sole – soap opera (2016)
- La vita promessa – miniserie TV (2018)
- Vincenzo Malinconico, avvocato d'insuccesso – serie TV, 3 episodi (2022)

## Doppiatori italiani
- Giacomo Furia in Il sindacalista

## Teatro
- Miseria e nobiltà (1998-1999)
- Tre pecore viziose (2007-2008)
- Mpriesteme a mugliereta (2008-2009)
- La banda degli onesti (2009-2010)